# Sunrise (band)
Sunrise was een Duitse popband.

## Bezetting
- Hanno Harders[2] (geb. 17 maart 1954 in Lüneburg)
- Holger Kopp[3]
- Jörg Fries[4]
- Michael Reinecke[5] (geb. 20 augustus 1950 in Lübeck)

## Geschiedenis
In 1978 behaalde de band met de titelsong van hun debuutalbum Call on Me een succes in de Duitse singlehitlijst. De song werd geschreven door de beide bandleden Kopp en Harders, die medio jaren 1980 samen als Beagle Music Ltd. een verdere hit hadden. Michael Reinecke produceerde de song en maakte later ook naam als muziekproducent.
In hetzelfde jaar ontstond van de song een Duitstalige versie met de titel Wir zieh'n heut' Abend auf's Dach, waarmee Jürgen Drews ook in de hitlijst kwam. Deze versie werd wederom geparodieerd door Fips Asmussen, die deze titel uitbracht als Ich krieg' heut' Nacht eins auf's Dach.
Tijdens de jaren 2000 werd de song nog eens herontdekt en uitgebracht in de Duitse taal door de formatie Two 4 Good, samen met Drews. Bovendien bestaat er een opname van de oorspronkelijke versie door ATC uit 2000. Nadat het kwartet met het tweede album Paradise geen verder succes meer boekte, werd de band ontbonden.

## Discografie

### Singles
- 1977: Dirty Mind
- 1977: Call on Me
- 1977: Lady
- 1978: Liverpool
- 1978: Good, Good, Good
- 1979: Stand by Me
- 1979: Don't Let Me Stand on the Outside
- 1980: Sphinx
- 1980: Paradise

### Albums
- 1978: Call on Me
- 1980: Paradise